# Verd Hooker

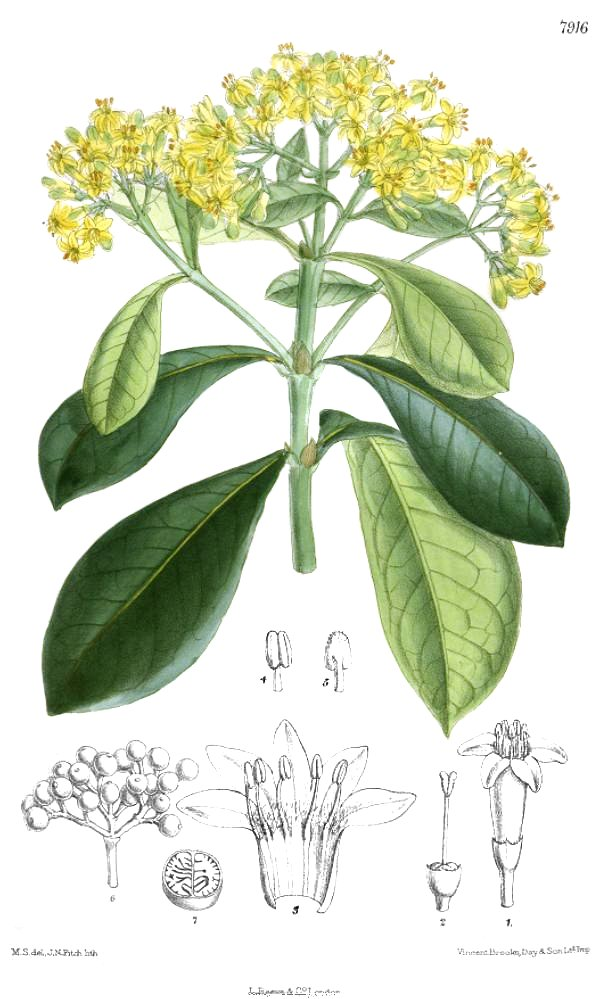
Il·lustració de la planta rubiàcia sud-africana Psychotria capensis, per Joseph Dalton Hooker, publicada al Curtis's botanical magazine el 1909

Verd Hooker o Verd de Hooker (de l'anglès Hooker’s green) és la denominació col·lectiva de diversos pigments verds compostos que s'usen en pintura artística.

## Història i usos
El verd Hooker va ser desenvolupat originàriament pel botànic, il·lustrador i explorador anglès Sir Joseph Dalton Hooker (1817–1911), qui fos director del Real Jardí Botànic de Kew i president de la Royal Society. La intenció de Hooker va ser obtenir un verd per a emprar especialment en il·lustració botànica. El color de la seva invenció era una mescla de blava de Prússia i guta.
Al principi, el verd Hooker es trobava principalment en colors per a aquarel·la d'origen anglès. Encara que diversos autors de la fi del segle XIX i principis del XX assenyalen que aquest color s'aconseguia mitjançant la mescla de blau de Prússia i gutagamba, a vegades s'elaborava amb pigments d'alitzarina. La fórmula original tenia el desavantatge que el component groc (guta) es descoloria en ser exposat a la llum, amb el que el verd es tornava blau.
Thomas W. Salter, en 1869, indicava l'existència de dues varietats de verd Hooker: la Núm. 1, que descrivia com «un verd herba clar», i la Núm. 2, «un verd més profund i poderós».
Posteriorment, es va desenvolupar una mescla de millor permanència, composta de verd de ftalocianina i groc Hansa o groc de cobalt. Ralph Mayer, en el seu llibre Materials i tècniques d'art, adverteix que el verd Hooker només pot reproduir-se utilitzant blau de Prússia o de ftalocianina per al component blau, mentre que per al component groc s'ha de triar un pigment permanent.
La majoria dels «verds Hooker» de l'actualitat són d'un color verd groguenc més aviat apagat.